# Saint-Côme-d'Olt
Saint-Côme-d'Olt é uma comuna francesa na região administrativa de Occitânia, no departamento de Aveyron. Estende-se por uma área de 30,1 km², com 1 257 habitantes, segundo os censos de 1999, com uma densidade de 41 hab/km².
Pertence à rede das As mais belas aldeias de França.